# Соне Акіра
Акіра Соне (яп. 素根 輝, нар. 9 липня 2000) — японська дзюдоїстка, олімпійська чемпіонка 2020 року, чемпіонка світу.

## Спортивні результати на міжнародних змаганнях

### Виступи на Олімпіадах
| Змагання                    | Місце проведення | Вагова категорія | Місце  |
| --------------------------- | ---------------- | ---------------- | ------ |
| Літні Олімпійські ігри 2020 | Токіо, Японія    | понад 78 кг      | Золото |
| Літні Олімпійські ігри 2020 | Токіо, Японія    | змішана команда  | Срібло |
| Літні Олімпійські ігри 2024 | Париж, Франція   | понад 78 кг      | 7      |
| Літні Олімпійські ігри 2024 | Париж, Франція   | змішана команда  | Срібло |

### Виступи на Чемпіонатах світу
| Змагання                     | Місце проведення | Вагова категорія | Місце  |
| ---------------------------- | ---------------- | ---------------- | ------ |
| Чемпіонат світу з дзюдо 2019 | Токіо, Японія    | понад 78 кг      | Золото |